# لشکرکشی تراژان به ایران

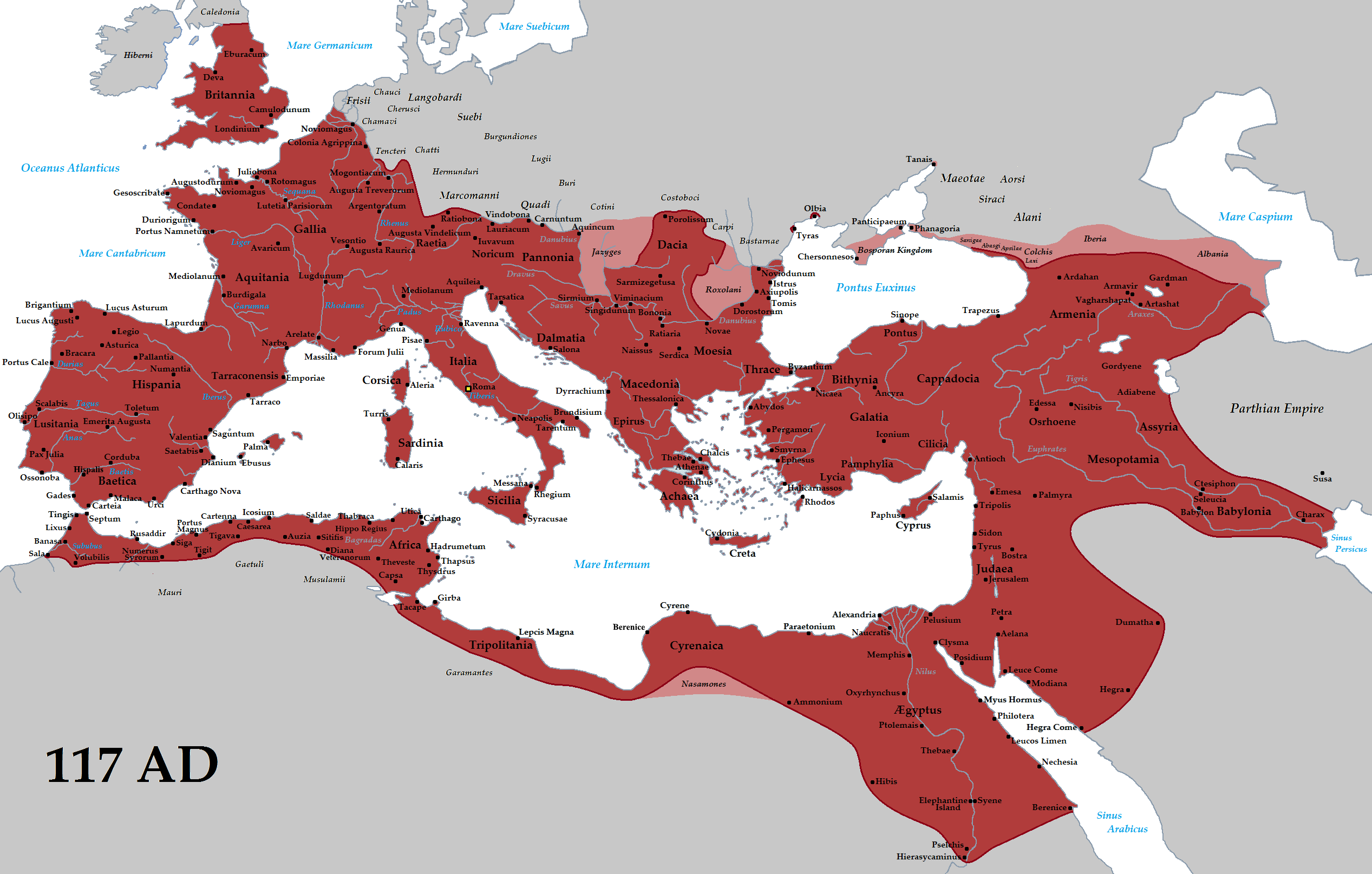
گستره امپراتوری روم پیش از تراژان (۱۱۷ میلادی)

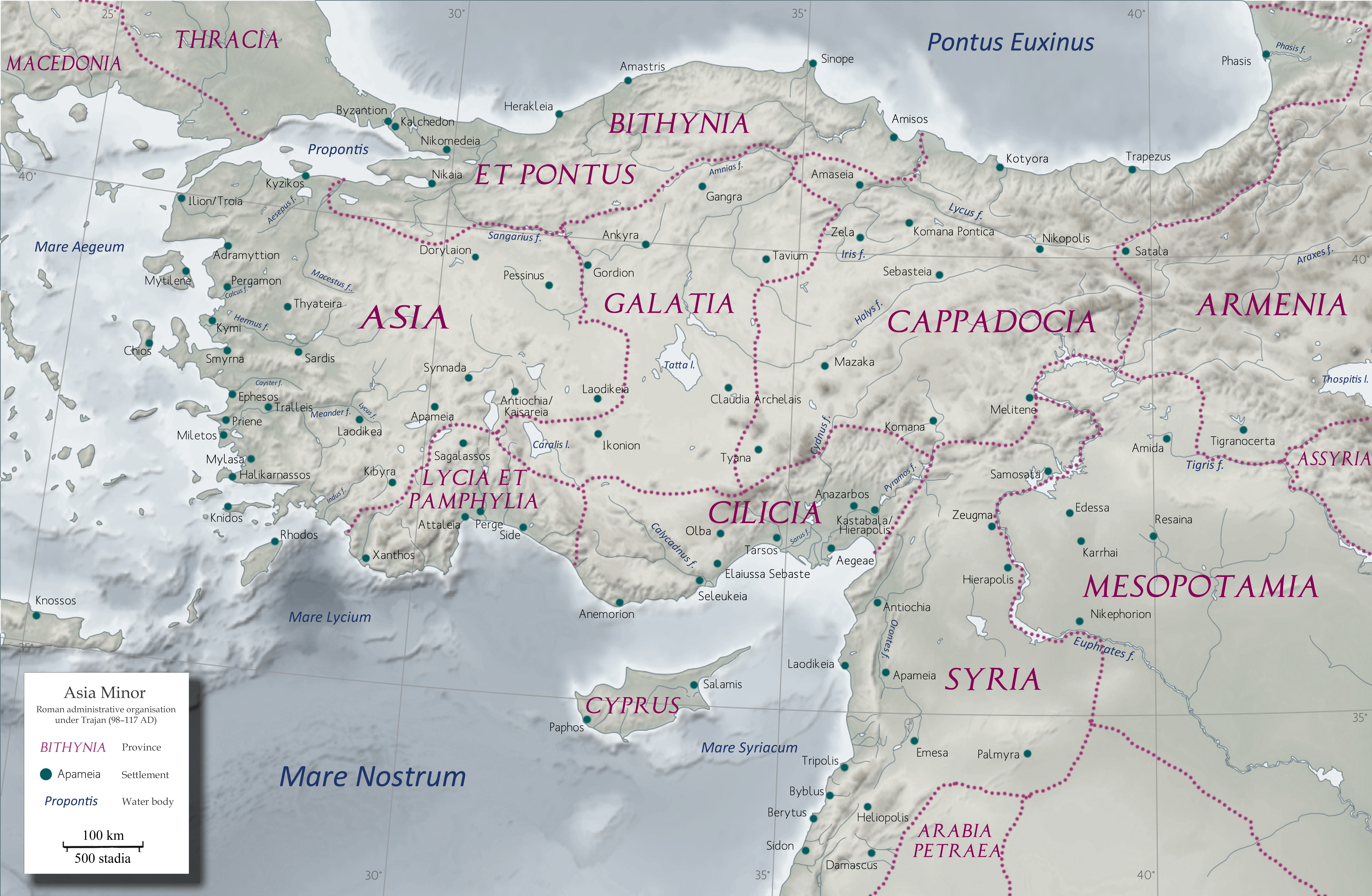
آناتولی، قفقاز جنوبی و شمال سرزمین شام پیش از تراژان

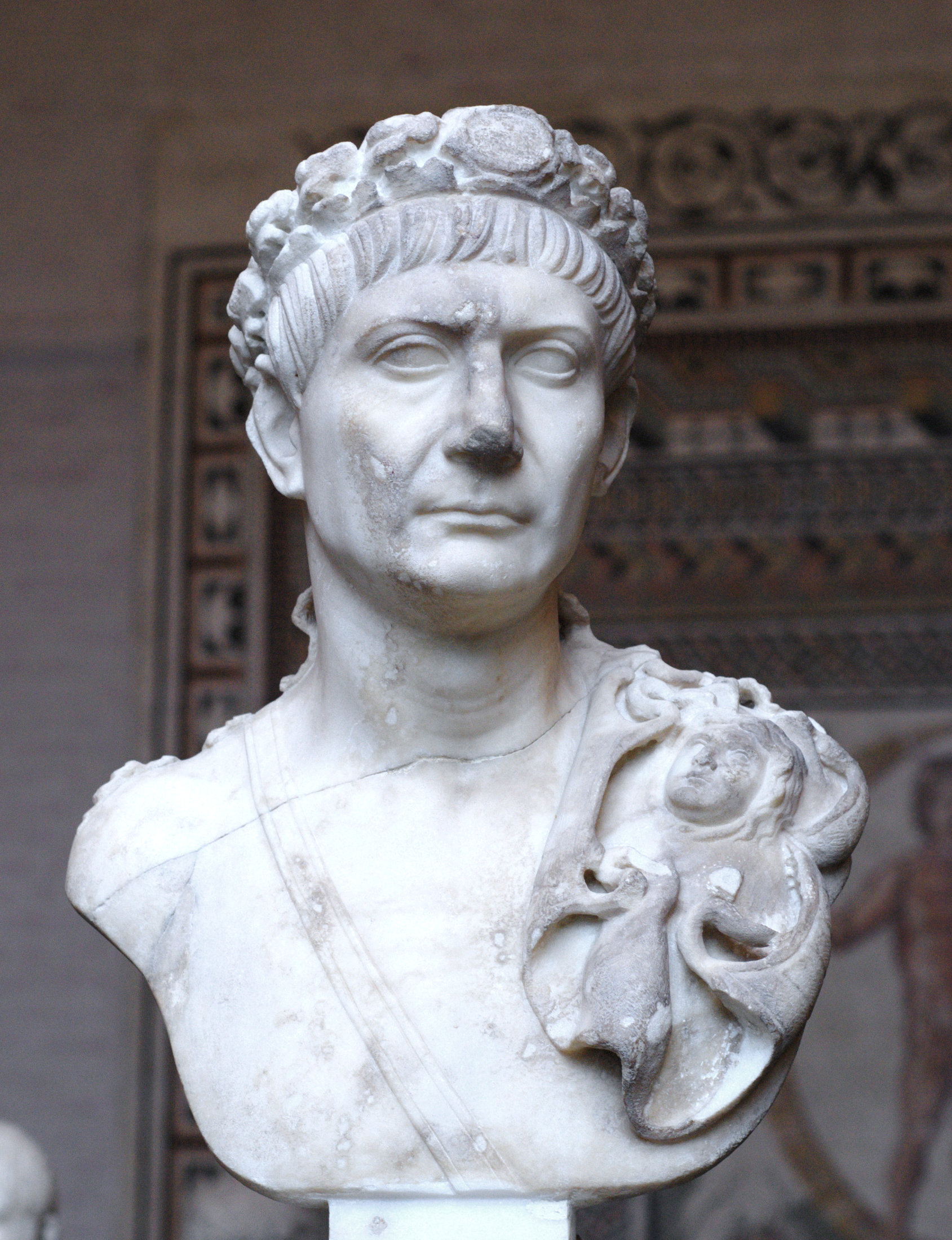
نیم تنه تراژان, گلیپوتک، مونیخ

لشکرکشی تراژان به ایران در سال ۱۱۳ میلادی و به فرماندهی تراژان قیصر امپراتوری روم آغاز شد و به پیمان آشتی که پنجاه سال پیش از این تاریخ میان ایران و روم بسته شده بود پایان داد. در این لشکرکشی رومیان ارمنستان و میانرودان را تصرف کردند اما با مرگ تراژان به سرعت آن را از دست دادند.

## سبب لشکرکشی
این لشکرکشی نیز مانند بسیاری از نبردهایی که میان ایران و روم درگرفت به خاطر تسلط بر ارمنستان بود. خسرو پادشاه اشکانی ایران پس از مرگ تیرداد فرمانروای ارمنستان، بدون رایزنی با رومیان اکزدارس را بر تخت شاهی ارمنستان نشاند. این کار خسرو برخلاف پیمانی بود که ایران و روم دربارهٔ ارمنستان بسته بودند و بهانه به دست تراژان برای لشکرکشی داد. خسرو پس از آگاهی یافتن از لشکرکشی سپاه بزرگ روم نماینده‌ای را همراه با هدایای بسیار به روم روانه کرد تا پیام شاه اشکانی را به تراژان برساند. در این پیام خسرو آمادگی خود را برای برکناری اکزدارس و گماردن پسر تیرداد پس از گرفتن تاج شاهی ارمنستان از دست قیصر روم اعلام کرد. تراژان چون خواستار جنگ بود هدایا و پیشنهاد خسرو را نپذیرفت و به نمایندهٔ ایران پاسخ داد که پس از ورود به سوریه آنچه صلاح باشد انجام خواهد داد. وی پس از ورود به سوریه پسر تیرداد را که برای گرفتن تاج شاهی ارمنستان نزد او آمده بود کشت.

## تصرف ارمنستان و میانرودان
تراژان با هدف کشورگشایی ارمنستان و بخش‌هایی از میانرودان را تسخیر کرد و به تیسفون پایتخت اشکانیان رسید و پس از تصرف آن شاهزاده‌ای اشکانی را به جای خسرو بر تخت شاهی نشاند. رومیان سپس روانهٔ خلیج فارس شدند و پرچم روم را در آنجا برافراشتند. رومیان در مسیر لشکرکشی خود در همه جا دست به تاراج و کشتار زدند. اشکانیان در این زمان به علت جنگ‌های داخلی بسیار ضعیف شده بودند و توان رویارویی با رومیان را نداشتند. با این حال خسرو بیکار ننشست و سرزمین‌های تصرف شده را به شورش بر رومیان تحریک کرد. این شورش‌ها سبب شد که رومیان سرانجام به روم برگردند.

## مرگ تراژان
تراژان در سال ۱۱۷ میلادی درگذشت ، و هادریان به جای او پادشاه روم شد. فرمانروای جدید علاقه‌مند به نبرد در شرق نبود و به همین خاطر ارمنستان و بین‌النهرین را از ارتش روم خالی کرد. هادریان چندی بعد با خسرو در مرز دو کشور ملاقات کرده و دختر خسرو را که در زمان تراژان به همراه تخت زرین به چنگ رومیها افتاده بود به او بازگردانید و وعده داد که تخت زرین را نیز به زودی پس دهد. خسرو اندکی پس از آزادی دخترش و دیدن او درگذشت.